# Adidas Originals
Adidas Originals es una marca de línea de ropa casual y deportiva creada por la corporación multinacional alemana Adidas. Se compone de una línea de herencia, especializada en calzado deportivo, camisetas, chaquetas, bolsos, gafas de sol y otros accesorios.
La ropa y los accesorios están en categorías como Adidas Superstar y Adicolor, diseñados por la propia Adidas. También hubo una colección llamada "Originals Denim" de Diesel, un concepto probado en la ciudad de Nueva York y Berlín.

## Historia
El famoso logotipo del trébol, que anteriormente se usaba en todos los productos de Adidas, se ha aplicado desde 1997 solo a los productos heredados; el logotipo de Performance, que se había visto desde 1991 en la gama de productos "Equipment", reemplazó al trébol en 1997 en el resto de la línea Adidas. Así nació Adidas Originals, cubriendo estilos de moda deportiva con referencias a las décadas entre 1940 y 1980. La marca tiene una sensación distintivamente retro, imitando las tendencias del pasado.
En 2008 se lanzó una amplia campaña para promocionar la marca. En octubre de 2017, Adidas Originals abrió una nueva tienda insignia y su tienda más grande del mundo en Wicker Park, Chicago.
Adidas Originals es una de las líneas más solicitadas de la marca, que trabaja con tecnología deportiva y diseños rupturistas, texturas y estampados que se fabrican con la intención de darle un uso casual, urbano o incluso con toques y detalles más elegantes. Esta línea desde sus inicios intenta expresar gustos y preferencias a través de sus diseños, colecciones, prendas y accesorios que pasan a ser piezas de colección para los adeptos de la marca.

## Campañas publicitarias

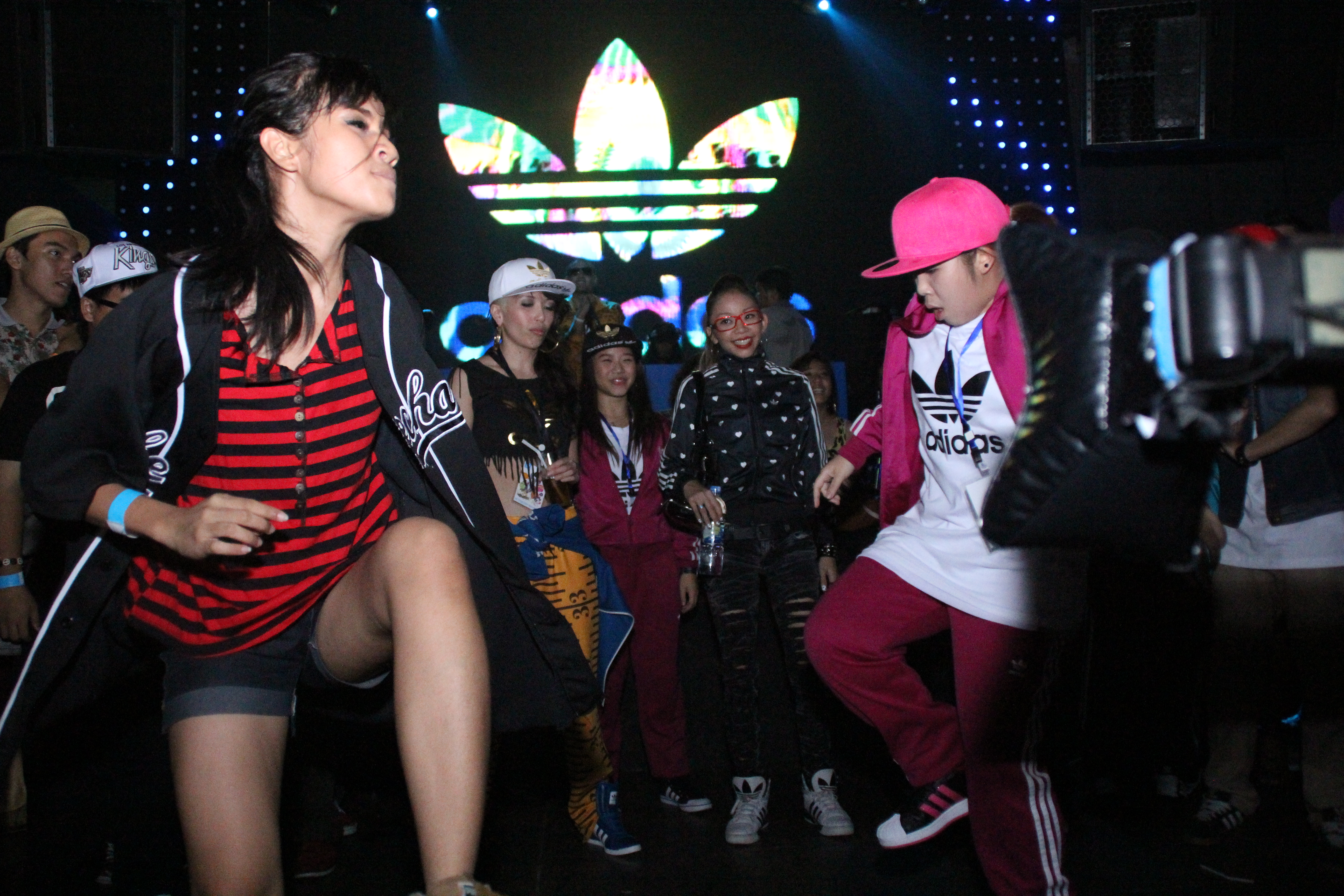
Adidas Breathe & Stop Tour, Led Club en Bangkok, Tailandia, año 2007.

En 2001, se lanzó una campaña publicitaria a gran escala. Durante la campaña, Adidas lanzó un anuncio de una fiesta en casa con personas y celebridades, como Katy Perry, B.o.B, Jeremy Scott, entre otros. La canción de fondo de la campaña fue «Beggin'», una reedición de Pilooski de la canción de Frankie Valli & The Four Seasons. Aparte de la campaña de la fiesta en casa, Adidas también lanzó la campaña All Day I Dream About Sneakers a finales de 2008. La campaña era un proyecto de arte de Adidas Originals que incluía la creación de nueve esculturas de zapatillas únicas y una historia ficticia de un diseñador vanguardista de Adidas.
En 2010, se realizó otro comercial de Adidas Originals. La canción escogida para la promoción fue «Why Can't There Be Love» de Dee Edwards, remasterizada por Gilles Peterson.
La campaña All Originals Represent se presentó en 2012 con los embajadores de la marca Nicki Minaj, Jeremy Scott, Big Sean, 2NE1 y Derrick Rose. Esta se centró en el espíritu creativo específico de ciudades únicas de todo el mundo. En 2014, Adidas Originals anunció colecciones de diseñadores con Pharrell Williams y Rita Ora.
En 2016, Adidas Originals presentó Celebration of Sportswear, que presentó a celebridades como Jessica Jung, Jay Park, Tian Yo, Charlene y Pakho Chau.
En 2018, Adidas Originals compartió una nueva película promocional, conocida como Original Is Never Finished 2018, protagonizada por ASAP Ferg, Playboi Carti, Nick Young, Kaytranada, Adrianne Ho, Dua Lipa, Lu Han, Miles Silvas, Florencia , Alberto rodriguez y Marcelo Vieira.